# Pitane fervens
Pitane fervens là một loài bướm đêm thuộc phân họ Arctiinae, họ Erebidae.